# Tour Blanche (La Défense)
Pour les articles homonymes, voir Tour Blanche (homonymie).
La tour Blanche (ancienne tour Aquitaine, puis tour AIG et tour Chartis) est un gratte-ciel de bureaux situé dans le quartier d'affaires de La Défense, en France (précisément à Courbevoie).
Édifiée en 1967 par le cabinet d'architectes Les Frères Arsène-Henry, elle appartient à la première génération des tours de La Défense : sa hauteur respecte la hauteur standard d'alors, qui était de 100 m.
Rénovée partiellement en 2004, elle entre de nouveau en rénovation de juillet 2012 à mars 2014. Conduit par le groupe Spie Batignolles, le chantier coûte 41 millions d'euros.
Elle est renommée Tour Blanche en 2014.
Enedis, principal gestionnaire du réseau de distribution d'électricité en France et filiale d'EDF, l'occupe de septembre 2014 à septembre 2024.

## Galerie de photographies

Tour AIG, renommée Chartis en 2009 (ex tour Aquitaine) au premier plan.
La tour Blanche en rénovation en septembre 2013.
La tour Blanche en août 2022